# ایناواشیررو موریکونی
ایناواشیررو موریکونی ((به ژاپنی: 猪苗代 盛国 Inawashiro Morikuni)؛ زادهٔ ۱ ژانویهٔ ۱۵۳۶) سامورایی و ملازم خاندان داته  در دوره سنگوکو بود.